# 中国・四国地方のご当地ソング一覧
中国・四国地方のご当地ソング一覧（ちゅうごく・しこくほうのごとうちソングいちらん）は、日本の中国・四国地方のご当地ソングの一覧である。太字で示されているものは、当地出身の歌手のもの。

## 中国地方
- 山陽道 …… 「山陽道」 鳥羽一郎
- 広島県・島根県 …… 「HiroShimaNeの風」 徳松恵子
- 鳥取県・島根県 …… 「島根? OR鳥取?」 宮崎吐夢
- 鳥取県・島根県 …… 「絶唱」 舟木一夫

### 鳥取県
- 「山陰海岸ジオパーク」 京光恵・東山城
- 「貝殻恋歌」 成世昌平
- 「とっとり恋物語」 西村光司

#### 鳥取市
- 「砂になりたい」 石川さゆり

#### 米子市
- 「山陰本線米子駅」大黒裕貴

#### 境港市
- 「夢港」 石崎旭

#### 湯梨浜町
- 「ハワイ音頭」 都はるみ

#### その他
- 瓦町商店街 …… 「瓦町音頭」
- 鳥取砂丘
  - 「鳥取・砂丘・風の人」 鶴岡雅義と東京ロマンチカ
  - 「鳥取砂丘」 水森かおり
- 大山 …… 「伯耆大山」朝花美穂

### 島根県
- 「恋歌の里」 森若里子
- 「島根恋旅」 水森かおり
- 「石見路ひとり」 永井祐子
- 「出雲路ひとり」 千葉一夫

#### 松江市
- 「哀愁湖畔」 三橋美智也
- 「美保関潮歌」 島津亜矢

#### 出雲市
- 「日御碕灯台」 丘みどり
- 「愛しきわが出雲」 （作詞・作曲 : 竹内まりや）

#### 津和野町
- 「津和野つれづれ」 川野夏美
- 「津和野」 水森かおり
- 「津和野川」 島津悦子
- 「津和野ひとり」 森昌子
- 「風の思い出」 神園さやか
- 「津和野にひとり」 芹洋子
- 「案山子」さだまさし

#### 大田市
- 「石見路ひとり」・「望郷神楽ばやし」 永井裕子

#### 隠岐の島町（旧都万村）
- 「都万の秋」 よしだたくろう

#### 邑南町
- 「さくらほろほろ」 （制作・さだまさし、合併10周年を記念）

#### 西ノ島町
- 「隠岐の恋歌」 かつき奈々

#### 鉄道
- 木次線…「雨の木次線」 永井みゆき

#### その他
- 竹島 …… 「독도는 우리땅（独島は我が領土）」　정광태（チョン・グァンテ）[注 1]

### 岡山県
- 「備前炎歌」 杉田愛子
- 「図々しい奴」 谷啓
- 「野風増」 橋幸夫、河島英五ほか
- 「鬼たいじ」 森高千里
- 「地産地消おかやまの唄」 甲斐完治
- 「SA・WA・RA・JA！」・「さわらNIGHT」 住宅正人
- 「おかやま恋唄（新幹線は岡山まで）」 ありま双兵

#### 岡山市
- 「岡山酒場町ブルース」 幸月美波
- 「西大寺ブルース」 瀬川瑛子
- 「西大寺太鼓ばやし」 住宅正人
- 「漁師一代」 鳥羽一郎
- 「会陽 男の祭り」 井野川信之

#### 倉敷市
- 「倉敷の女」 春日八郎
- 「初恋の町」 原美登利
- 「下津井・お滝・まだかな橋」・「倉敷川遠歌」・「下津井お滝まだかな橋」 中村美律子
- 「倉敷そして二人」・「雨の倉敷」 幸月美波
- 「倉敷ブルース」・「もう一度倉敷」 長谷川みゆき
- 「倉敷ひとり雨」 香西かおり
- 「鷲羽山」 水森かおり
- 「倉敷しぐれ」 小桜舞子
- 「倉敷そだち」 水田竜子
- 「倉敷川」 芹洋子
- 「倉敷川」 原田悠里
- 「倉敷の町」 三田まり子
- 「鷲羽旅情」 デューク・エイセス
- 「竹の道」 沢田聖子 - 真備町イメージソング

#### 笠岡市
- 「おんど笠岡」 島田洋八
- 「がんばれカブトガニ」 上田康弘

#### 真庭市
- 「湯原有情」 柳紫帆

#### 美作市
- 「宮本武蔵」 ドンキーカルテット
- 「美作の女」・「湯郷の女」 幸月美波
- 「花冷えの宿」 水森かおり

#### 井原市
- 「Twinkle Little Stars〜星が降る町〜」 Chicago Poodle （シングル「ナツメロ」〈2009年7月8日〉収録曲、井原市美星町をテーマにした作品） [1]

#### 高梁市
- 「高梁慕情」 井上由美子

#### 備前市
- 「日生漁港」 夢一郎

#### 吉備中央町
- 「マイ・ハートフル・タウン“加茂川”」 幻楽喜俗韻 （作詞・曲・編曲 : 川上俊久）

#### その他
- 鴨方駅 …… 「喝采」 ちあきなおみ
- JR伯備線 ……「伯備線」 大地誠
- 吉井川 …… 「吉井詩情」 五木ひろし
- 旭川 …… 「旭川」 黒川真一朗
- 旭川 …… 「そのわけは旭川」 水田竜子

### 広島県
- 「もしも ひろしまに」 ダークダックス - テレビ新広島イメージソング
- 「「ひろしま米って、い〜ね!」の唄」
- 「だいすき!広島かき」 もみじ
- 「砂漠のバラ」 森公美子
- 「お好ミクスチャー」 肉玉そーばっど★ボーイズ
- 「ANSWER」 Metis
- 「HO.JA.NE」 （EAST END×YURI「DA.YO.NE」のご当地バージョン） OYSTER END×YŪKA
- 「唇をかみしめて」 吉田拓郎

#### 広島市
- 「青い空は」
- 「いつも見ていたヒロシマ」 吉田拓郎
- 「一本の鉛筆」 美空ひばり
- 「丘の上から」・「松山行きフェリー」 村下孝蔵
- 「がんばるけん」 石井杏奈
- 「空港日誌」薬師丸ひろ子、中島みゆき[注 2]
- 「しおぶろ「音戸温泉」に行こう」 モンティー三次
- 「それ行けカープ 〜若き鯉たち〜」 塩見大治郎
- 「痛快赤ヘル音頭」 柏村武昭
- 「濡れて流川」 都はるみ
- 「八月の歌」浜田省吾
- 「花ぐるま」 芹洋子
- 「広島天国」南一誠
- 「ヒロシマの有る国で」
- 「ヒロシマの折鶴」 オユンナ
- 「広島の川」 中山千夏
- 「原爆を許すまじ」
- 「広島ブルース」 岡田みのるとヤングトーンズ
- 「フランチェスカの鐘」二葉あき子
- 「宜しくたのみます」 森若里子
- 「路面電車に乗れば」 石井杏奈
- 「広島ストーリー」 角川博
- 「ルート2」奥田民生 （広島市内で出会った女性を乗せて国道2号線（西広島バイパス）を山口県方面へ向かう内容）
- 「Hiroshima mon amour (ヒロシマ・モン・アムール)」ALCATRAZZ
- 「Hiroshima」Culture Club
- 「Hiroshima」Wishful Thinking、Sandra
- 「Hiroshima Sweet Eyes」Pōvi[注 3]
- 「Coda: I Have a Dream」King Crimson
- 「I Come and Stand at Every Door[注 4]」Pete Seeger、The Byrds、This Mortal Coil
- 「Nuclear Attack」Sabaton
- 「Power and Glory」Lou Reed
- 「Radioactivity」Kraftwerk、ヒカシュー
- 「Rosa de Hiroshima」Ney Matogrosso
- 「An American Trilogy」Elvis Presley & Sparks

#### 尾道市
- 「尾道海道」 杜このみ
- 「尾道水道」 水森かおり
- 「尾道の女」 北島三郎
- 「瀬戸歌」 大黒裕貴
- 「Jazz up」ポルノグラフィティ
- 「狼」ポルノグラフィティ
- 「Aokage」ポルノグラフィティ

#### 福山市
- 「花の福山城」 鍵山敏夫
- 「福山・恋歌」 沢竜二
- 「駅家の女」 北川信一
- 「そして福山」 三代沙也加
- 「福山四季彩歌」 横山知枝
- 「鞆の浦恋唄」 福冨實
- 「鞆の浦慕情」 岩佐美咲
- 「ささやき橋」 松永悦子

#### 廿日市市
- 厳島 ……「安芸の宮島」 水森かおり

#### 大竹市
- 「大竹ひとり」 田中俊雄 （中国放送アナウンサー）

#### その他
- 備後地方 …… 「芦田川ブルース」[2] 春海宏
- テレビ新広島  …… 「テレビ新ヒーローのテーマ」
- 国道31号線（安芸郡海田町 - 呉市） …… 「ROUTE31」 吉川晃司

### 山口県
- 「お元気音頭」 ロス・プリモス

#### 山口市
- 「長門峡」山本譲二

#### 下関市
- 「雨の下関」神野美伽
- 「壇ノ浦恋歌」津吹みゆ
- 「山本譲二物語」・「関門海峡」 山本譲二
- 「カモン!関門行進曲」 嘉門達夫 （ヴォルフガング・アマデウス・モーツァルト作曲、『ピアノソナタ第11番』第3楽章「トルコ行進曲」の替え歌）
- 「早鞆ノ瀬戸」 水森かおり
- 「芳一受難」人間椅子

#### 萩市
- 「萩の雨」 杜このみ
- 「松下村塾」 尾形大作
- 「たそがれたずねびと」 三橋美智也

#### 長門市
- 「心の色」 中村雅俊 （作詞 : 大津あきら、さわやか海岸に歌碑） [3]
- 「輝きながら…」 徳永英明 （作詞 : 大津あきら、仙崎の観光船乗り場に歌碑） [3]

#### 周南市
- 「新しい風」 周南ブリリアント☆スターズ
- 「徳山ワルツ」 美鈴愛子

#### 下松市
- 「下松囃子」フランク永井
- 「潮騒と星のまち」鈴木理恵
- 「下松笠戸島音頭」MIKKO（歌詞は一般公募）
- 「くだまつぼうさいのうた」MIKKO（歌詞は一般公募）
- 「くだまるのうた」MIKKO

#### その他
- 秋吉台 …… 「秋吉台」 水森かおり
- 長州 ……「長州の男」・「高杉晋作」 山本譲二

## 瀬戸内海
- 「ここは瀬戸内」 水沢明美
- 「瀬戸の花嫁」 小柳ルミ子
- 「瀬戸内情歌」 神野美伽
- 「瀬戸の恋唄」 秋月ひかり
- 「夜の瀬戸内」 青江三奈
- 「瀬戸の港」 中村美律子
- 「瀬戸内の声」STU48
- 「STU48（瀬戸内ver.）」STU48
- 「僕はこの海を眺めてる」STU48
- 「鳴門」（童謡）
- 「瀬戸内みれん」 金田たつえ
- 「瀬戸内ブルース」氷川きよし

## 四国地方
- 四国八十八箇所
  - 「むすめ巡礼」 鈴木三重子
  - 「お四国めぐり」 畠山みどり
  - 「巡礼」野坂昭如

### 徳島県
- 「阿波の狸」
- 「阿波よしこの囃子」 石原詢子
- 「徳島の地鶏 阿波尾鶏」 遠藤晴香、城みちる
- 「HOME」 アンジェラ・アキ
- 「吉野川」 千葉一夫

#### 徳島市
- 「おはなはん」 倍賞千恵子
- 「マツケンのAWA踊り」 松平健

#### 鳴門市
- 「鳴門海峡」三橋美智也
- 「鳴門海峡」 伍代夏子
- 「鳴門海峡」 日野美歌
- 「鳴門海峡」 笹みどり
- 「阿波の踊り子」 三上沙也可

#### その他
- 剣山 …… 「剣山（つるぎさん）」 北山たけし
- 祖谷のかずら橋 …… 「祖谷のかずら橋（いやのかずらばし）」 佐々木新一

### 香川県
- 「明日香川恋歌」 服部浩子
- 「Udo'n Rock!!」
- 「俺はサヌキのめん喰い男」せと優希
- 「讃岐の女」 渡辺要
- 「森の石松」 島津亜矢
- 「金毘羅船々（金ぴらふねふね、こんぴらふねふね）」榎本健一、江利チエミ、スリー・グレイセス・ボニー・ジャックス・みすず児童合唱団、東京放送児童合唱団

#### 高松市
- 「高松夜曲」 都はるみ
- 「コトコトことでん」 くるり feat.畳野彩加

#### 小豆島
- 「波止場しぐれ」 石川さゆり
- 「瀬戸内 小豆島」水森かおり
- 「オリーブの島から」水森かおり
- 「オリーブの花咲く島」君和田民枝
- 「ハマボウの花」大原ゆい子
- 「小豆島へ行こう」STU48

#### 観音寺市
- 「銭形おどり」 村田英雄

#### 三豊市
- 「竜のまつり」 津吹みゆ

#### 琴平町
- 「金毘羅一段」 長山洋子

#### 仲南町
- 「Sweet My Home」 庄野真代

#### 直島
- 「この島」 福島節
- 「あるある直島」 福島節

### 愛媛県
- 「みかんのうた」 SEX MACHINEGUNS
- 「やさいをたべやさい」 横山源三とおちゃめな野菜たち
- 「伊予の女」 北島三郎

#### 松山市
- 「松山しぐれ」 城之内早苗
- 「松山慕情」 ラブ・サントス
- 「夜明けのブルース」 五木ひろし
- 「松山行きフェリー」村下孝蔵
- 「松山空港」 氷川きよし

#### 大洲市
- 「おはなはん」 倍賞千恵子
- 「100年後僕らは…大洲より」 かとうれい子

#### 新居浜市
- 「金木犀」・「僕らの背中と太陽と」 LUNKHEAD

#### 今治市
- 「来島海峡」 鳥羽一郎

#### 宇和島市
- 「「宇和島じゃこ天の歌」 浅田康路 & 英紗子

#### 伊方町
- 「豊予海峡」 大月みやこ
- 「佐田岬」 鳥羽一郎

#### その他
- 別子銅山 …… 「つがざくら」 近藤奈々

### 高知県
- 「南国土佐を後にして」 ペギー葉山
- 「酒は男の子守歌」　北原ミレイ
- 「男の一生」　村田英雄
- 「よさこい与三さん」 三沢あけみ
- 「せられん」 大野研二、三山ひろし
- 「四万十川の宿」 中村美律子
- 「暖流」 石川さゆり
- 「杉の大杉」 三山ひろし
- 「よさこい演歌」 金田たつえ
- 「この地へ〜」GReeeeN

#### 高知市
- 「桂浜」 水森かおり
- 「坂本龍馬」 鳥羽一郎
- 「龍馬残影」 美空ひばり
- 「よさこい鳴子踊り」 都はるみ
- 「高知ネオン花」 牧村三枝子
- 「南の風」 三橋美智也

#### 須崎市
- 「すきすきすさき しんじょう君のうた」石田洋介

#### 足摺岬
- 「足摺岬」 春日八郎
- 「足摺岬」 鳥羽一郎
- 「あしずり岬」 神園さやか
- 「足摺岬」 うめまつり

#### 四万十川
- 「四季・四万十川」 バーブ佐竹
- 「永遠の清流」・「蛍の舞」・「四万十川のほとりで」・「誰の中にもあるのです」 平野三智
- 「四万十川」 三山ひろし

#### その他
- 室戸岬 「室戸岬」 川野夏美